# 485 a. C.
El año 485 a. C. fue un año del calendario romano prejuliano. En el Imperio romano se conocía como el Año del consulado de Cornelio y Vibulano (o menos frecuentemente, año 269 Ab urbe condita).

## Acontecimientos
- Gelón llega a ser tirano de Siracusa, con el apoyo popular.
- Hierón I, hermano de Gelón, se queda a cargo de la tiranía de Gela.
- Tratado de paz entre Roma y el pueblo hérnico. Obtención de estos de la ciudadanía romana.

## Nacimientos
- Protágoras.
- Gorgias, sofista griego (m. 380 a. C.)

## Fallecimientos
- Espurio Casio

- Datos: Q237102